# Batnfjord
Il Batnfjord è un fiordo situato nel comune di Gjemnes, che fa parte della contea di Møre og Romsdal, posta nella parte meridionale della costa occidentale della Norvegia.

## Descrizione
Il Batnfjord ha una lunghezza di 10 km. Situato a sud di Kristiansund, il fiordo ha inizio dal villaggio di Batnfjordsøra, che è il centro della municipalità di Gjemnes, e prosegue in direzione nord-est fino all'isola di Bergsøya, dove si congiunge al Tingvollfjorden.
Altri insediamenti sulle sponde del fiordo sono Torvikbukt e Øre.
Il fiume Batnfjordelva va a sfociare nel fiordo.

## Accessibilità
La Strada europea E39 corre lungo la sponda settentrionale del fiordo tra Kristiansund e Molde. Sulla sponda meridionale passa la strada provinciale Fv 666, che collega Batnfjordsøra-Toven e Nesset.